# دختران زمینی بی‌قید و بندند
دختران زمینی بی‌قید و بندند (به انگلیسی: Earth Girls Are Easy) فیلمی به کارگردانی جولین تمپل محصول کشور ایالات متحده آمریکا است. در این فیلم بازیگرانی مثل جینا دیویس، جف گلدبلوم، دیمون وینز و جیم کری نقش‌آفرینی کرده‌اند.